# Calochortus foliosus
Calochortus foliosus är en liljeväxtart som beskrevs av Francis Marion Ownbey. Calochortus foliosus ingår i släktet Calochortus och familjen liljeväxter. Inga underarter finns listade.